# 어니스트 씨프
《어니스트 씨프》(영어: Honest Thief)는 2020년 미국의 액션 스릴러 영화이다. 마크 윌리엄스 감독이 연출하고, 리엄 니슨, 케이트 월시, 자이 코트니, 제프리 도너번, 앤서니 라모스, 로버트 패트릭 등이 출연하였다.
미국에서는 2020년 10월 16일 오픈 로드 필름스와 브라이어클리프 엔터테인먼트에 의해 아이맥스를 포함 극장 개봉되었다. 대한민국에서는 2021년 2월 3일 개봉되었다.

## 줄거리
은행 강도 톰은 새 삶을 살기 위해 자수를 하면서 형량을 줄이기 위해 그간 훔쳐온 돈 전액을 정부에 반납하기로 한다. 그러나 사건을 담당하게 된 두 FBI 요원이 이 돈을 빼돌리려고 음모를 꾸미면서 톰은 도망자 신세가 된다.

## 출연
- 리엄 니슨 - 토머스 "톰" 제임스 돌런 역
- 케이트 월시 - 애니 윌킨스 역
- 자이 코트니 - 존 니븐스 요원 역
- 제프리 도너번 - 숀 마이어스 역
- 앤서니 라모스 - 러몬 홀 역
- 로버트 패트릭 - 샘 베이커 요원 역
- 재스민 시퍼스 존스 - 베스 홀 역